# Peruviaans kabinet
Het Peruviaans kabinet (Spaans: Consejo de Ministros del Perú) bestaat uit alle ministers van de landelijke regering van Peru. Naar het kabinet wordt ook verwezen als presidentieel kabinet of raad van ministers.
Het kabinet wordt voorgezeten door de premier van Peru, ook wel de President van de Raad van Ministers genoemd, tenzij de president van Peru aanwezig is tijdens de kabinetsvergadering.

## Huidig kabinet
| Ministerie                                                   | Huidig minister | Huidig minister          | Partij | Partij        | Datum beëdiging  |
| ------------------------------------------------------------ | --------------- | ------------------------ | ------ | ------------- | ---------------- |
| · President van de Raad van Ministers                        |                 | Gustavo Adrianzén        |        | onafh.        | 6 maart 2024     |
| · Ministerie van Buitenlandse Zaken                          |                 | Javier González-Olaechea |        | onafh.        | 7 november 2023  |
| · Ministerie van Defensie                                    |                 | Walter Astudillo         |        | onafh.        | 13 februari 2024 |
| · Ministerie van Economie en Financiën                       |                 | José Arista              |        | onafh.        | 13 februari 2024 |
| · Ministerie van Binnenlandse Zaken                          |                 | Juan Santiváñez          |        | onafh.        | 16 mei 2024      |
| · Ministerie van Justitie en Mensenrechten                   |                 | Eduardo Arana            |        | onafh.        | 6 september 2023 |
| · Ministerie van Onderwijs                                   |                 | Morgan Quero             |        | onafh.        | 1 april 2024     |
| · Ministerie van Gezondheid                                  |                 | César Vásquez Sánchez    |        | APP           | 19 juni 2023     |
| · Ministerie van Landbouw en Irrigatie                       |                 | Ángel Manero Campos      |        | PM            | 1 april 2024     |
| · Ministerie van Arbeid en Bevordering van Werkgelegenheid   |                 | Daniel Maurate           |        | onafh.        | 6 september 2023 |
| · Ministerie van Productie                                   |                 | Sergio Gonzales Guerrero |        | onafh.        | 1 april 2024     |
| · Ministerie van Buitenlandse Handel en Toerisme             |                 | Elizabeth Galdo          |        | AP            | 1 april 2024     |
| · Ministerie van Energie en Mijnen                           |                 | Rómulo Mucho             |        | onafh.        | 13 februari 2024 |
| · Ministerie van Vervoer en Communicatie                     |                 | Raúl Pérez-Reyes         |        | onafh.        | 6 september 2023 |
| · Ministerie van Huisvesting, Bouw en Sanitaire Voorziening  |                 | Hania Pérez de Cuéllar   |        | onafh.        | 10 december 2022 |
| · Ministerie van Vrouwenzaken en Kwetsbare Bevolkingsgroepen |                 | Ángela Hernández Cajo    |        | Wij Zijn Peru | 1 april 2024     |
| · Ministerie van Milieu                                      |                 | Juan Castro Vargas       |        | onafh.        | 13 februari 2024 |
| · Ministerie van Cultuur                                     |                 | Leslie Urteaga           |        | onafh.        | 21 december 2022 |
| · Ministerie van Ontwikkeling en Sociale Inclusie            |                 | Julio Demartini          |        | onafh.        | 10 december 2022 |